# Valentin Henry
Pour les articles homonymes, voir Henry.
Valentin Henry, né le 18 septembre 1993 à Brest, est un footballeur français, qui évolue au poste d'arrière droit au Stade Malherbe Caen.

## Biographie
Né à Brest, Valentin Henry grandit à Portsall et est formé dans le club de sa ville natale, le Stade brestois. Après avoir terminé ses études en parallèle et titulaire d'un bac +3, il signe son premier contrat pro en 2015 avant de disputer son premier match professionnel avec le SB29 le 11 mars 2016 lors d'un match de Ligue 2 en déplacement au Valenciennes FC (victoire un but à zéro), en remplaçant Steven Joseph-Monrose à la 76e minute.
Il prend part à quarante-neuf matchs en quatre saisons avant de rejoindre, en 2019 le Rodez AF, promu en Ligue 2. Lors de son premier match avec le club aveyronnais, pour la première journée de Ligue 2 face à l'AJ Auxerre, il inscrit son premier but en professionnel à la réception d'un centre de Joris Chougrani dévié par Pape Sané qui permet à son club de l'emporter deux buts à zéro.
En juin 2021, Valentin Henry signe au FC Sochaux-Montbéliard après deux saisons à Rodez. C'est l'entraîneur Omar Daf, qui l'a connu à Brest, qui a tenu à recruter l'arrière-droit. Il quitte Sochaux au terme de son contrat en juin 2023.
Le 26 juin 2023, il s'engage avec le Stade Malherbe Caen jusqu'en 2025,.

## Statistiques
| Saison                | Club                   | Championnat           | Championnat | Championnat | Championnat | Coupe nationale | Coupe nationale | Coupe nationale | Coupe de la Ligue | Coupe de la Ligue | Coupe de la Ligue | Total | Total | Total |
| Saison                | Club                   | Division              | M.          | B.          | P.d.        | M.              | B.              | P.d.            | M.                | B.                | P.d.              | M.    | B.    | P.d.  |
| 2015-2016             | Stade brestois 29      | Ligue 2               | 8           | 0           | 0           | -               | -               | -               | -                 | -                 | -                 | 8     | 0     | 0     |
| 2016-2017             | Stade brestois 29      | Ligue 2               | 14          | 0           | 1           | 3               | 1               | 0               | 1                 | 0                 | 0                 | 18    | 1     | 1     |
| 2017-2018             | Stade brestois 29      | Ligue 2               | 4           | 0           | 0           | 1               | 0               | 0               | 1                 | 0                 | 0                 | 6     | 0     | 0     |
| 2018-2019             | Stade brestois 29      | Ligue 2               | 13          | 0           | 0           | 2               | 0               | 0               | 2                 | 0                 | 1                 | 17    | 0     | 1     |
| Sous-total            | Sous-total             | Sous-total            | 39          | 0           | 1           | 6               | 1               | 0               | 4                 | 0                 | 1                 | 49    | 1     | 2     |
| 2019-2020             | Rodez AF               | Ligue 2               | 25          | 3           | 4           | 1               | 0               | 0               | 1                 | 0                 | 0                 | 27    | 3     | 4     |
| 2020-2021             | Rodez AF               | Ligue 2               | 32          | 1           | 1           | 1               | 0               | 0               | -                 | -                 | -                 | 33    | 1     | 1     |
| Sous-total            | Sous-total             | Sous-total            | 57          | 4           | 5           | 2               | 0               | 0               | 1                 | 0                 | 0                 | 60    | 4     | 5     |
| 2021-2022             | FC Sochaux-Montbéliard | Ligue 2               | 33+2        | 1+0         | 2+0         | 3               | 0               | 0               | -                 | -                 | -                 | 38    | 1     | 2     |
| 2022-2023             | FC Sochaux-Montbéliard | Ligue 2               | 17          | 0           | 1           | 2               | 0               | 0               | -                 | -                 | -                 | 21    | 0     | 1     |
| Sous-total            | Sous-total             | Sous-total            | 52          | 1           | 3           | 5               | 0               | 0               | -                 | -                 | -                 | 57    | 1     | 3     |
| 2023-2024             | SM Caen                | Ligue 2               | 32          | 0           | 7           | 3               | 0               | 0               | -                 | -                 | -                 | 35    | 0     | 7     |
| 2024-2025             | SM Caen                | Ligue 2               | 19          | 0           | 0           | -               | -               | -               | -                 | -                 | -                 | 19    | 0     | 0     |
| 2025-2026             | SM Caen                | National              | 2           | 1           | 0           | -               | -               | -               | -                 | -                 | -                 | 2     | 1     | 0     |
| Sous-total            | Sous-total             | Sous-total            | 53          | 1           | 7           | 3               | 0               | 0               | -                 | -                 | -                 | 56    | 1     | 7     |
| Total sur la carrière | Total sur la carrière  | Total sur la carrière | 201         | 6           | 16          | 16              | 1               | 0               | 5                 | 0                 | 1                 | 222   | 7     | 17    |

## Vie privée
Valentin Henry est le beau-frère du footballeur Mathias Autret, son coéquipier à Brest puis à Caen.